# Erica haematosiphon
Erica haematosiphon är en ljungväxtart som beskrevs av Guthrie och Bolus. Erica haematosiphon ingår i släktet klockljungssläktet, och familjen ljungväxter. Inga underarter finns listade i Catalogue of Life.